# Zero – Sie wissen, was du tust

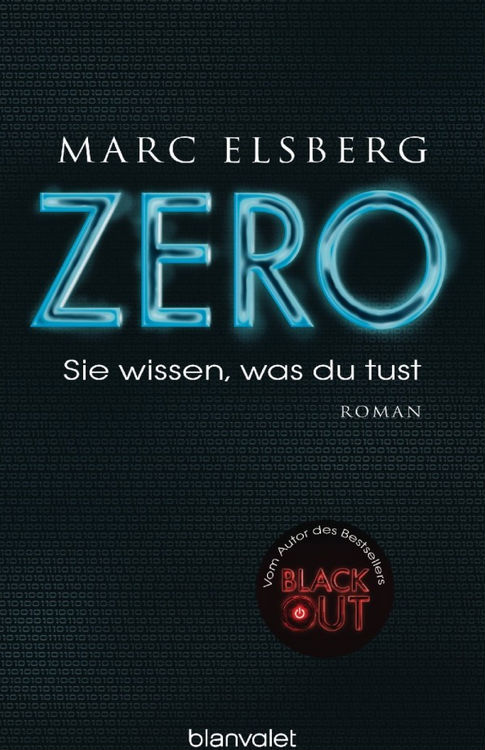
ZERO von Marc Elsberg (2014)

Zero – Sie wissen, was du tust (Eigenschreibweise ZERO) ist ein deutscher Kriminalroman von Marc Elsberg, dessen erste Auflage 2014 im Blanvalet Verlag erschien. Im Zentrum der Handlung steht die Journalistin Cynthia Bonsant, die sich mit dem zunehmenden Interesse staatlicher und privater Einrichtungen an Informationen über Personen und deren Interessen beschäftigt. Der Roman spielt in der nahen Zukunft und wurde zum Bestseller. Am 9. Juni 2014 erreichte er Platz 3 der „Spiegel“-Bestsellerliste in der Rubrik „Hardcover / Belletristik“.

## Handlung
Die Geschichte gliedert sich in drei Handlungsstränge:
- Cynthia Bonsant und das Team der Londoner Zeitung Daily
- Das Management der Fa. Freemee und das Sicherheitsunternehmen EmerSec
- Erben Pennicott, FBI und das Sicherheitsunternehmen EmerSec

Das Buch beginnt mit einer Beschreibung von Ereignissen am President’s Day, bei dem der US-amerikanische Präsident von mehreren Drohnen im Urlaub aufgesucht, verfolgt sowie gefilmt und über das Internet live lächerlich gemacht wird. Verantwortlich dafür ist eine Person oder wie sich schnell herausstellt eine Organisation namens ZERO, die aus Netzaktivisten besteht und sich für Datenschutz und informationelle Selbstbestimmung einsetzt. Staatliche und private Stellen, darunter auch das FBI, versuchen ZERO als Terroristen zu brandmarken und verfolgen dessen Anhänger dementsprechend. Parallel dazu tritt die Journalistin Cynthia Bonsant von der Zeitung Daily in das Geschehen ein. Da durch die Firma Sheeld, eine verdeckte Tochterfirma von Freemee, dem Daily 4 Millionen Euro geboten werden, wird sie – zunächst widerwillig – von ihrem Vorgesetzten Anthony Heast mit in die Jagd nach ZERO einbezogen. Weiterhin wurde Chander Argawal als externer IT-Spezialist zur Unterstützung angeheuert. Zu diesem fühlt sich Cynthia sofort hingezogen und beginnt im Verlauf der Handlung eine Affäre mit ihm. Von ihrem Arbeitgeber erhält Cynthia dazu eine Datenbrille nach dem Vorbild von Google Glass, die sie ihrer Tochter Viola leiht. Diese wird anschließend in eine Schießerei verwickelt, im Rahmen derer Adam Denham zu Tode kommt. Cynthia Bonsant beginnt daraufhin, die Hintergründe des Ereignisses aufzuklären und stößt auf die Internetplattform Freemee. Deren Geschäftsmodell besteht in der Sammlung aller verfügbaren Informationen über ihre Mitglieder auf elektronischem Wege und belohnt diese sogar direkt für die Freigabe dieser Daten. Basierend darauf gibt Freemee durch sogenannte „ActApps“ Tipps, die versprechen die Nutzer in Karriere, Fitness, Liebe und anderen Bereichen erfolgreicher zu machen. ZERO warnt ausdrücklich vor Freemee, da dadurch nicht nur die Privatsphäre der Nutzer vollständig aufgehoben werde, sondern Menschen auch gezielt manipuliert werden könnten. Bei ihren Recherchen gerät Cynthia Bonsant sowohl mit Mitarbeitern von Freemee als auch den amerikanischen Geheimdiensten in Konflikt, die versuchen, das anfangs beschriebene Eindringen in die Privatsphäre des Präsidenten aufzuklären und ein Interesse an Freemees Technologien zur Überwachung der Öffentlichkeit haben. Um diese Technologien für die Geheimdienste und zur Manipulation der kommenden Präsidentschaftswahl zu seinen Gunsten nutzbar zu machen, bietet Erben Pennicott Carl Montik eine Kooperation an. Parallel gelingt es dem Team des Daily eine Spur zu ZERO aufzunehmen. Die drei reisen nach Wien, wo nach einer missglückten Kontaktaufnahme zu einem Mitglied von ZERO, Cyn von diesem gerettet wird. Daraus ergibt sich ein Kontakt zwischen ihr und der ZERO-Gruppe mittels eines Raspberry Pi.
Edward Brickle recherchiert nach dem Tod seines Freundes Adam Denham und stößt auf eine Häufung von Todesfällen unter Freemee-Nutzern. Bevor er dies im Detail mit Cyn besprechen kann, kommt er durch einen angeblichen Unfall zu Tode. Cyn bekommt jedoch von Edwards Mutter und ihrer Freundin dessen Laptop, auf dem sie mit Chanders Hilfe die Ergebnisse von Edwards Recherche wiederherstellen kann.
Cynthia reist auf Einladung eines Fernsehsenders für eine Talkshow zu dem Thema in Begleitung Chanders nach New York. Nachdem Freemee herausgefunden hat, dass Cyn von den Todesfällen weiß, bietet man ihr und Chander dort eine Beteiligung und einen Vorstandsposten an, wenn sie schweigen. Chander wird kurz darauf im Auftrag von Freemee von einem Team von EmerSec unter Leitung von Joaquim Proust getötet, da man annimmt, dass er durch das Angebot nicht dauerhaft ruhig gestellt würde. Cynthia findet kurz zuvor heraus, dass Chander schon vor ihrem Kennenlernen in regelmäßigem Kontakt zu Carl war und auf sie angesetzt worden zu sein scheint.
Cyn wird des Mordes an Chander und des Terrorismus verdächtigt und von NYPD, FBI und EmerSec (Der Sicherheitsdienst EmerSec arbeitet sowohl für die US-Regierung als auch für Freemee.) verfolgt. Ihre Flucht wird von CCTV-Kameras und Smartphones und Cyberbrillen zahlreicher Passanten dokumentiert und online live gestreamt. Schließlich gelingt es Cynthia, Edward Brickles Rechercheergebnisse diesem Publikum zu berichten und die Allgemeinheit aufzufordern, die nachzuprüfen. ZERO veröffentlicht gleichzeitig ein Video Brickles dazu. Cynthia wird gefasst und verhört und kann sich vom Mordverdacht befreien während die Internetgemeinde Brickles Rechercheergebnisse bestätigt und weitere Todesfälle findet. Cynthia darf daraufhin nach London zurückkehren.
Sie kündigt beim Daily und zieht sich zusammen mit ihrer Tochter aus der digitalen Welt weitgehend zurück.

## Charaktere
Handlungsstrang „Cynthia Bonsant und das Team des Daily“
- Cynthia „Cyn“ Bonsant – Journalistin beim Daily
- Anthony Heast – Chefredakteur des Dailys
- Chander Argawal – IT-Forensiker
- Jeff – Mitarbeiter des Technikressort beim Daily
- Charly – Mitarbeiter und „Urgestein“ beim Daily
- Viola Bonsant – Cynthia Bonsants Tochter
- Adam Denham – Freund von Viola
- Edward Brickle – Freund von Viola

Handlungsstrang „Freemee und EmerSec“
- Carl Montik – Gründer von Freemee, verantwortlich für Forschung, Programmierung und Entwicklung
- Will Dekkert – Kommunikationsvorstand von Freemee
- Alice Kinkaid – Kommunikationschefin von Freemee
- Kim Huang – Vorstandsmitglied von Freemee
- Jenna Wojczewski – Finanzvorstand von Freemee
- Jozef Abberidan – Vorstandsmitglied von Freemee, verstorben

Handlungsstrang „Pennicott, FBI und EmerSec“
- Erben Pennicott – Stabschef des Weißen Hauses
- Jonathan Stem – Assistant Direktor beim FBI
- Marten Carson – FBI-Agent
- Luís – Digital Detective beim FBI
- Henry Emerald – Gründer von EmerSec, Anteilseigner von Freemee
- Joaquim Proust – Leiter von EmerSec
- Richard Straiten – Homicide-Detektive der Antiterroreinheit des NYPD

## Rezeption
ZERO wurde als „Debattenbeitrag zur Entwicklung unserer digitalen Welt“ angesehen, der vor dem Hintergrund der Berichte über Anonymous, WikiLeaks und Edward Snowden „gleichzeitig Bestandsaufnahme und Vision“ sei. Mit seinem Buch habe Marc Elsberg „die Gelegenheit, endgültig einer der Vorsprecher dieses vielleicht wichtigsten gesellschaftlichen Diskurses unserer Zeit zu werden.“ ZERO sei ein Prototyp eines im Entstehen begriffenen neuen literarischen Genres: des „gesellschaftskritischen IT-Thrillers“.
Der Roman beleuchte das „Anhäufen von Daten durch Google, Facebook & Co.“, habe Verschwörungstheorien mit Kapitalismuskritik und etwas „Staatsfeind Nr. 1“ sowie reichlich Action zu einer „packenden Story“ kombiniert. Das dargestellte Szenario sei albtraumhaft, aber längst Realität. Der Autor wurde als „grandioser Rechercheur“, aber „nicht ganz so grandioser Erzähler“ eingestuft. Elsbergs Erzählstil sei „hölzern“; seine Charaktere blieben „blass und oberflächlich, ohne große Emotionen“.
Obwohl Elsberg en détail ein genaues Abbild realer technischer Möglichkeiten liefere, mangele es dem Roman dennoch an Realismus: Dass eine 40-jährige Journalistin nicht mitbekommen haben soll, was die IT-Branche inzwischen möglich macht, sei kaum nachvollziehbar. Ebenso unglaubwürdig sei es, dass ein im Internet gezeigter Beitrag aus dem Stand ein Millionenpublikum habe: „Alle schauen anscheinend die gleichen Bilder, dabei ist genau das seit dem Siegeszug des Internets vorbei.“
Im August 2014 urteilte Thomas Neumann: „Elsbergs Roman ist […] topaktuell, hat einen guten Plot und ist abermals rasant erzählt.“ Elsberg habe sowohl Immanuel Kants These von der „selbstverschuldeten Unmündigkeit“ der Unaufgeklärten als auch Orwells Kritik an Überwachungssystemen auf den Stand des 21. Jahrhunderts gebracht.
Im November 2014 wurde das Buch als Wissensbuch des Jahres in der Kategorie „Unterhaltung“ ausgezeichnet.

## Ausgaben
- Marc Elsberg: Zero. Sie wissen, was du tust. Blanvalet, München 2014.
  - ISBN 978-3-7645-0492-2 (gebundene Ausgabe)
  - ISBN 978-3-7341-0093-2 (Taschenbuch)
  - ISBN 978-3-8371-2496-5 (Hörbuch, gelesen von Steffen Groth, erschienen bei Random House Audio, München)

## Verfilmung
Die Verfilmung des Buches wurde unter dem Titel Zero mit Heike Makatsch in der Hauptrolle am 3. November 2021 im Ersten erstausgestrahlt.